# Santa Cruz das Flores (freguesia)
Santa Cruz das Flores es una freguesia portuguesa perteneciente al municipio de Santa Cruz das Flores, situado en la Isla de Flores, Región Autónoma de Azores. Posee un área de 39,55 km² y una población total de 1 810 habitantes (2001). La densidad poblacional asciende a 45,8 hab/km².